# James Westerfield
James A. Westerfield (n. 22 martie 1913, New York City, New York, SUA – d. 20 septembrie 1971, Woodland Hills⁠(d), California, SUA) a fost un actor american de teatru, film și televiziune.

## Biografie
Westerfield s-a născut în Nashville, Tennessee, fiul producătorul de bomboane Brasher Omier Westerfield și al Dorei Elizabeth Bailey. A crescut în Detroit, Michigan. Totuși, un articol din ziarul Brooklyn Daily Eagle publicat în 12 iunie 1949 îl descrie pe acesta drept „fiul unui producător-regizor celebru” și menționează că era un „tânăr din Denver, Colorado”.

## Cariera
Westerfield a devenit interesat de teatru în tinerețe, iar pe parcursul anilor 1940 s-a alăturat teatrului Pasadena Community Playhouse⁠(d) și a apărut în zeci de piese de teatru. A debutat pe marele ecran începând din 1940, iar ulterior a plecat în New York City și a jucat pe Broadway, fiind premiat cu două premii New York Drama Critics' Circle⁠(d) pentru rolurile secundare din Nebuna din Chaillot și Detective Story⁠(d). A revenit la Hollywood și a apărut în peste 40 de lungmetraje.
Deși a apărut în numeroase filme și seriale de televiziune, Westerfiled nu și-a pierdut interesul pentru teatru. A regizat peste 50 de piese de teatru muzicale într-un cort din Danbury, Connecticut⁠(d). De asemenea, a fost regizorul și producătorul original al Teatrului grec⁠(d) din Los Angeles, a regizat trei sezoane ale „Theatre Under the Stars” în Vancouver și a apărut în producții muzicale în cadrul Detroit Civic Light Opera, Los Angeles Civic Light Opera⁠(d) și San Francisco Civic Light Opera. De asemenea, a fost activ în compania Opera Gaetano Merola⁠(d) din San Francisco la începutul anilor 1940.
În lungmetraje, Westerfield a avut roluri în The Magnificent Ambersons⁠(d) (1942), On the Waterfront (1954), Lucy Gallant⁠(d) (1955), Decision at Sundown⁠(d) (1957), regizat de Budd Boetticher, Cowboy⁠(d) (1958), un rol reluat în The Shaggy Dog⁠(d), The Absent-Minded Professor⁠(d) (1961), Son of Flubber⁠(d) (1963), Birdman of Alcatraz⁠(d) (1962), Man's Favorite Sport⁠(d) (1964), The Sons of Katie Elder⁠(d) (1965), Hang 'Em High⁠(d) ( 1968) și 100 de dolari pentru șerif (1969).
În televiziune, acesta a apărut în rolul lui John Murrel în șapte episoade ale serialului The Travels of Jaimie McPheeters⁠(d) (1963-1964), în două episoade din Perry Mason⁠(d) (șeriful Bert Elmore în „The Case of the Angry Mourner” (1957) și Roger Quigley în „The Case of the Resolute Reformer” (1961)) și în episodul „Texas Draw” (1954) al serialului western The Lone Ranger⁠(d).
De asemenea, acesta a apărut în seriale precum The Rifleman⁠(d), The Californians⁠(d), Richard Diamond, Private Detective⁠(d), The Alaskans⁠(d), The Rebel⁠(d), Straightaway⁠(d), Going My Way⁠(d), The Asphalt Jungle⁠(d), Hazel⁠(d), Zona crepusculară, The Andy Griffith Show⁠(d), Daniel Boone⁠(d), The Beverly Hillbillies⁠(d), Pierduți în spațiu, două episoade din Maverick⁠(d) și patru episoade din Gunsmoke⁠(d).

## Viața personală și moartea
Westerfield a fost coleg de cameră cu actorul George Reeves în tinerețe. Cei doi au rămas prieteni apropiați până la moartea lui Reeves în 1959. În anii 1950, Westerfield era căsătorit cu fosta actriță Frances Lansing. Mai târziu, Westerfield s-a fost căsătorit cu Alice G. Fay.
Westerfield a murit în urma unui atac de cord în Woodlands Hills⁠(d) la vârsta de 58 de ani.

## Filmografie parțială
- The Howards of Virginia (1940) - Backwoodsman (debut, nemenționat)
- Highway West (1941) - Swede - Trucker at Cafe
- The Bashful Bachelor (1942) - Carnival Pitchman (nemenționat)
- About Face (1942) - Soldier with Daisy (nemenționat)
- The Magnificent Ambersons (1942) - Policeman at Accident (nemenționat)
- The Pride of the Yankees (1942) - Spectator (nemenționat)
- Timber (1942) - Lumberjack (nemenționat)
- Around the World (1943) - Bashful Marine (nemenționat)
- Since You Went Away (1944) - Convalescent on Rehab Steps (nemenționat)
- O.S.S. (1946) - Det. Roberts (nemenționat)
- Undercurrent (1946) - Henry Gilson
- The Chase (1946) - Job the Butler
- Side Street (1950) - Patrolman Charlie (nemenționat)
- Ma and Pa Kettle Go to Town (1950) - Harvey - Zoo Attendant (nemenționat)
- The Whistle at Eaton Falls (1951) - Joe London
- On The Waterfront (1954) - Big Mac
- Three Hours to Kill (1954) - Sam Minor
- The Human Jungle (1954) - Police Capt. Marty Harrison
- The Violent Men (1954) - Sheriff Magruder
- Chief Crazy Horse (1955) - Caleb Mantz
- Cell 2455, Death Row (1955) - Red (nemenționat)
- The Cobweb (1955) - James Petlee
- The Scarlet Coat (1955) - Col. Jameson
- Lucy Gallant (1955) - Harry Wilson
- Man with the Gun (1955) - Mr. Zender
- Away All Boats (1956) - 'Boats' Torgeson
- Three Brave Men (1956) - Chief of Police Timothy Aloysius O'Reilly
- Jungle Heat (1957) - Harvey Mathews
- Decision at Sundown (1957) - Otis
- Cowboy (1958) - Mike Adams
- The Proud Rebel (1958) - Birm Bates
- The Walter Winchell File "The Window" (1958) - Joe Vivianno
- The Hangman (1959) - Herb Loftus
- The Shaggy Dog (1959) - Officer Hanson
- The Gunfight at Dodge City (1959) - Rev. Howard
- Wild River (1960) - Cal Garth
- The Plunderers (1960) - Mike Baron - Saloon Owner
- Bonanza (1960-1970, two episodes) - Sheriff John Logan / Arthur Blackwell
- The Absent-Minded Professor (1961) - Police Officer Hanson
- Homicidal (1961) - Alfred S. Adrims
- Birdman of Alcatraz (1962) - Jess Younger
- Son of Flubber (1963) - Police Officer Hanson
- Man's Favorite Sport (1964) - Policeman
- Bikini Beach (1964) - Cop #2
- The Sons of Katie Elder (1965) - Mr. Vennar
- That Funny Feeling (1965) - Officer Brokaw
- Lost in Space (1966) - Dr. Marvello
- Dead Heat on a Merry-Go-Round (1966) - Jack Balter
- A Man Called Gannon (1968) - Amos
- Blue (1968) - Abe Parker
- Hang 'Em High (1968) - Prisoner
- Smith! (1969) - Sheriff
- True Grit (1969) - Judge Parker
- The Love God? (1969) - Rev. Wilkerson
- Dead Aim (1971) - John Applebee (ultimul rol de film)